# Flavio Merkel
Flavio Merkel (Genova, 6 settembre 1942 – Roma, 22 agosto 2004) è stato un critico cinematografico italiano.
È stato inoltre un collaboratore di programmi Rai e militante storico del movimento gay italiano. Attivista del Fuori! ai suoi esordi, e poi del FFAG (frocie folli audiovisive gotiche), ha fatto parte negli anni '70 del gruppo teatrale KTTMCC. Genovese di nascita, romano d'adozione, amerindo nel cuore, si è sempre dedicato ad approfondire con fervore e precisione da studioso, le proprie passioni: il cinema, gli Indiani d'America, Mina, il gay camp, la musica rock. Con metodo da alchimista, ne ha sempre estratto essenze che, permeando le sue scelte fondamentali, hanno stilizzato la sua vita.

## Biografia
Appena arrivato a Roma, Flavio Merkel inizia a lavorare nel cinema come segretario di produzione per pochi mesi, incrociando, tra i tanti, Gianni Romoli e Maurizio Millenotti. Deluso dallo stile "cinematografaro" romano, smette col cinema e inizia a lavorare attivamente nel movimento di liberazione omosessuale degli anni settanta. Il 1º maggio 1972 è a Campo de' Fiori con le femministe per il primo volantinaggio "Usciamo F.U.O.R.I.!". Nel 1973 organizza, con il Collettivo Cinema del Fuori!, la prima rassegna in Italia di cinema omosessuale al cineclub Filmstudio di Roma. Nel 1977 entra a far parte del KTTMCC vivendone le esperienze fino a diventare lui stesso una "Pumitrozzola".
Nell'aprile del 1980 a Parma con un gruppo di amici composto da Marco Piancastelli, Paolo Belluso, Patrizia Galli, Mauro Coruzzi e Fabio Saccani, fonda il Mina Fan Club ufficialmente poi riconosciuto come "legittimo" dalla cantante.
Seguono anni, in cui, oltre a moltiplicare le collaborazioni a rassegne, mostre, eventi, rotocalchi, riviste e fanzines, sempre tra cinema e movimento gay, Flavio scrive vari libri, il primo in collaborazione con Gianni Romoli, Mille quiz sul cinema (1981), tre in collaborazione con Paolo Belluso: The Rocky Horror Picture Show (1983), Unicamente Mina (1983), Rock-Film: trent'anni di Cinema e Rock (1984).
Nel 1987, inizia a lavorare in televisione con Claudio Masenza e Francesco Bortolini (quest'ultimo presente solo nelle prime tre edizioni) a Cinema!, rotocalco cinematografico in onda su Rai 1, che proseguirà per varie edizioni. In seguito con Masenza, realizzerà altre trasmissioni sul cinema, per diverse reti televisive, pubbliche e private.
È del 1995 Il grande gioco del cinema, di cui è autore insieme a Masenza e Serena Dandini. Con quest'ultima lavorerà nel 1997 per la trasmissione Pippo Chennedy Show su Rai 2. Dal 2001 al 2003, sempre in coppia con Masenza, ha collaborato al Festival del Cinema di Venezia. Il 22 agosto 2004 Flavio Merkel muore a 61 anni.
A lui è dedicato il film Saturno contro del regista Ferzan Özpetek, uscito nel 2007.

## Opere
- 1000 Quiz sul cinema (Savelli Editori, 1981)
- The Rocky Horror Picture Show (1983),
- Unicamente Mina (Gammalibri, 1983)
- Rock-film. In 450 film, trent'anni di Cinema e Rock (Gammalibri, 1984)
- Gabriele Salvatores a cura di Flavio Merkel (Dino Audino Edit., 1992)
- Zhang Yimou a cura di Flavio Merkel (Dino Audino Edit., 1994)
- Gay by Day - Calendario delle nascite (2000)